# Caseolus hartungi
Caseolus hartungi es una especie de molusco gasterópodo de la familia Hygromiidae en el orden de los Stylommatophora.

## Distribución geográfica
Es  endémica de Madeira.  